# 平成27年台風第21号
平成27年台風第21号 (へいせい27ねんたいふうだい21ごう、アジア名：ドゥージェン/Dujuan) は、2015年9月に発生し、沖縄県の与那国島に約半世紀ぶりとなる猛烈な暴風をもたらしたほか、台湾などに被害を出した台風である。

## 概要

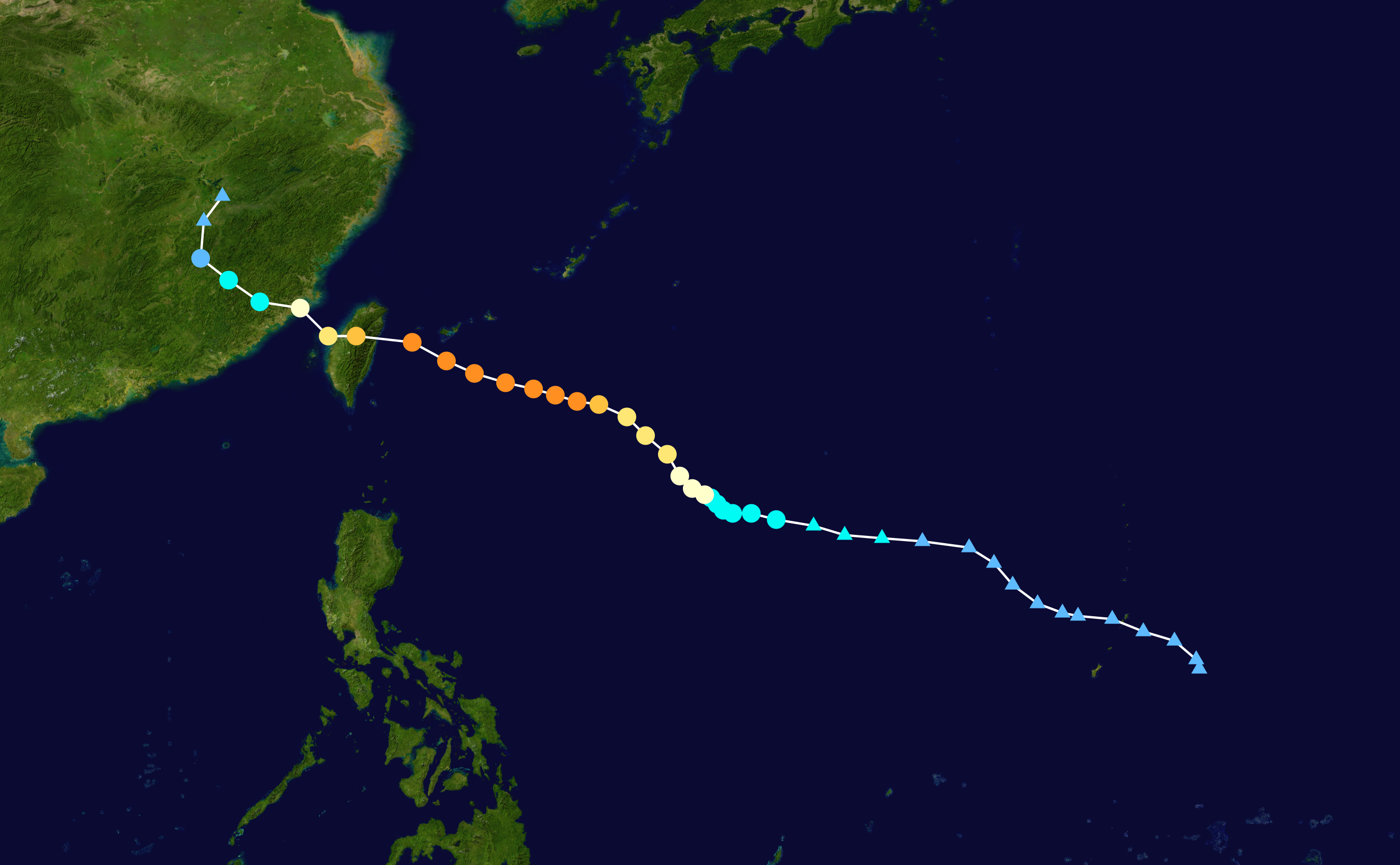
進路図

2015年9月14日、グアム島の東方海上で形成が始まった熱帯擾乱が、北東進しながら次第に発達。合同台風警報センター（JTWC）は22日、熱帯低気圧番号21Wを付番した。21Wは23日3時（協定世界時22日18時）にフィリピンの東（北緯17度40分、東経138度10分度）で台風21号となり、アジア名「ドゥージェン（Dujuan）」と命名された。命名国は中国で、つつじを意味する。台風は西寄りに進み、23日にフィリピン大気地球物理天文局（PAGASA）の監視エリアに進入したため、フィリピン名「ジェニー（Jenny）」と命名された。25日午後に強い台風へと発達し、同日夕方にはフィリピンの各政府機関が対応準備を開始した。台風はその後、26日午後に沖縄の南へと接近し、27日未明に非常に強い勢力となった。28日夕方には猛烈な勢力で先島諸島に最接近し、同日20時に非常に強い勢力で台湾宜蘭県南澳郷に上陸。29日未明にかけて台湾本島を横断して、29日午前に中国本土の福建省に再上陸した後、華南に達して同日21時（協定世界時29日12時）に熱帯低気圧へと変わった。

## 記録

28日の与那国島における風速・気圧の変化

この台風は、八重山諸島の与那国島などを中心に記録的な暴風をもたらした。与那国町祖納では、28日15時41分に81.1m/sの最大瞬間風速（南東の風）を観測したが、これはこの地における歴代1位の観測記録となったと同時に、富士山測候所の記録を除けば、日本における台風による最大瞬間風速の記録としては史上3位の記録となった（台風に由来しないものを含めると国内4位）。沖縄気象台の担当者は「台風で最も風雨の強い、中心付近の東側が与那国島を通過したために、記録的な暴風となった。」と説明した。これに加えて、1,500mの上空付近で吹いている強い風が、雨雲により地上まで押し下げられる「対流活動」が活発であったことや、台風の進路が与那国島に吸い込まれるようにすっと北側にずれたために、台風の中心と島との距離がより短くなってしまったことなども、与那国島で暴風となった要因であると考えられる。また、それまでに気象庁の管轄する観測所において、80m/s以上の最大瞬間風速を観測したのは、山岳の観測所以外では第2宮古島台風での宮古島地方気象台と、第2室戸台風の際の室戸岬測候所の2例のみであったため、この記録は3例目となった。
与那国島における、台風接近時の気圧変化を見ると、15時32分に最低気圧949.3hPaを記録しており、風向は北東から東を経て南東へと変化していたが、これは台風の中心がこの地点の南側を西に進んだことを意味している。台風通過後の方が接近時よりも気圧の上がり方が早いのは、台風が速度を上げたためであり、これが最低気圧を記録した時間より後に暴風が激しくなった要因の一つと考えられる。
| 順位 | 名称                                 | 国際名  | 最大 瞬間 風速 （m/s） | 風向   | 観測年月日                | 観測地点                    |
| ---- | ------------------------------------ | ------- | ---------------------- | ------ | ------------------------- | --------------------------- |
| 1    | 第2宮古島台風 （昭和41年台風第18号） | Cora    | 85.3                   | 北東   | 1966年（昭和41年）9月5日  | 宮古島 （沖縄・気象官署）   |
| 2    | 第2室戸台風 （昭和36年台風第18号）   | Nancy   | 84.5                   | 西南西 | 1961年（昭和36年）9月16日 | 室戸岬 （高知・気象官署）   |
| 3    | 平成27年台風第21号                   | Dujuan  | 81.1                   | 南東   | 2015年（平成27年）9月28日 | 与那国島 （沖縄・気象官署） |
| 4    | 第3宮古島台風 （昭和43年台風第16号） | Della   | 79.8                   | 北東   | 1968年（昭和43年）9月22日 | 宮古島 （沖縄・気象官署）   |
| 5    | 昭和45年台風第9号                    | Wilda   | 78.9                   | 東南東 | 1970年（昭和45年）8月13日 | 名瀬 （鹿児島・気象官署）   |
| 6    | 昭和40年台風第23号                   | Shirley | 77.1                   | 西南西 | 1965年（昭和40年）9月10日 | 室戸岬 （高知・気象官署）   |
| 7    | 枕崎台風 （昭和20年台風第16号）      | Ida     | 75.5                   | 南南東 | 1945年（昭和20年）9月17日 | 細島 （宮崎・燈台）         |
| 8    | 平成15年台風第14号                   | Maemi   | 74.1                   | 北     | 2003年（平成15年）9月11日 | 宮古島 （沖縄・気象官署）   |
| 9    | 昭和31年台風第12号                   | Emma    | 73.6                   | 南     | 1956年（昭和31年）9月8日  | 那覇 （沖縄・気象官署）     |
| 10   | 昭和39年台風第20号                   | Wilda   | > 72.3                 | 西     | 1964年（昭和39年）9月25日 | 宇和島 （愛媛・気象官署）   |

## 影響・被害

### 与那国島
猛烈な暴風に見舞われた与那国島では、住宅319戸が損壊（全壊10戸・半壊27戸・一部破損282戸）したほか、停電や断水、電話の不通など島のライフラインへの影響が相次ぎ、航空便や船便も相次いで欠航した。

### 台湾

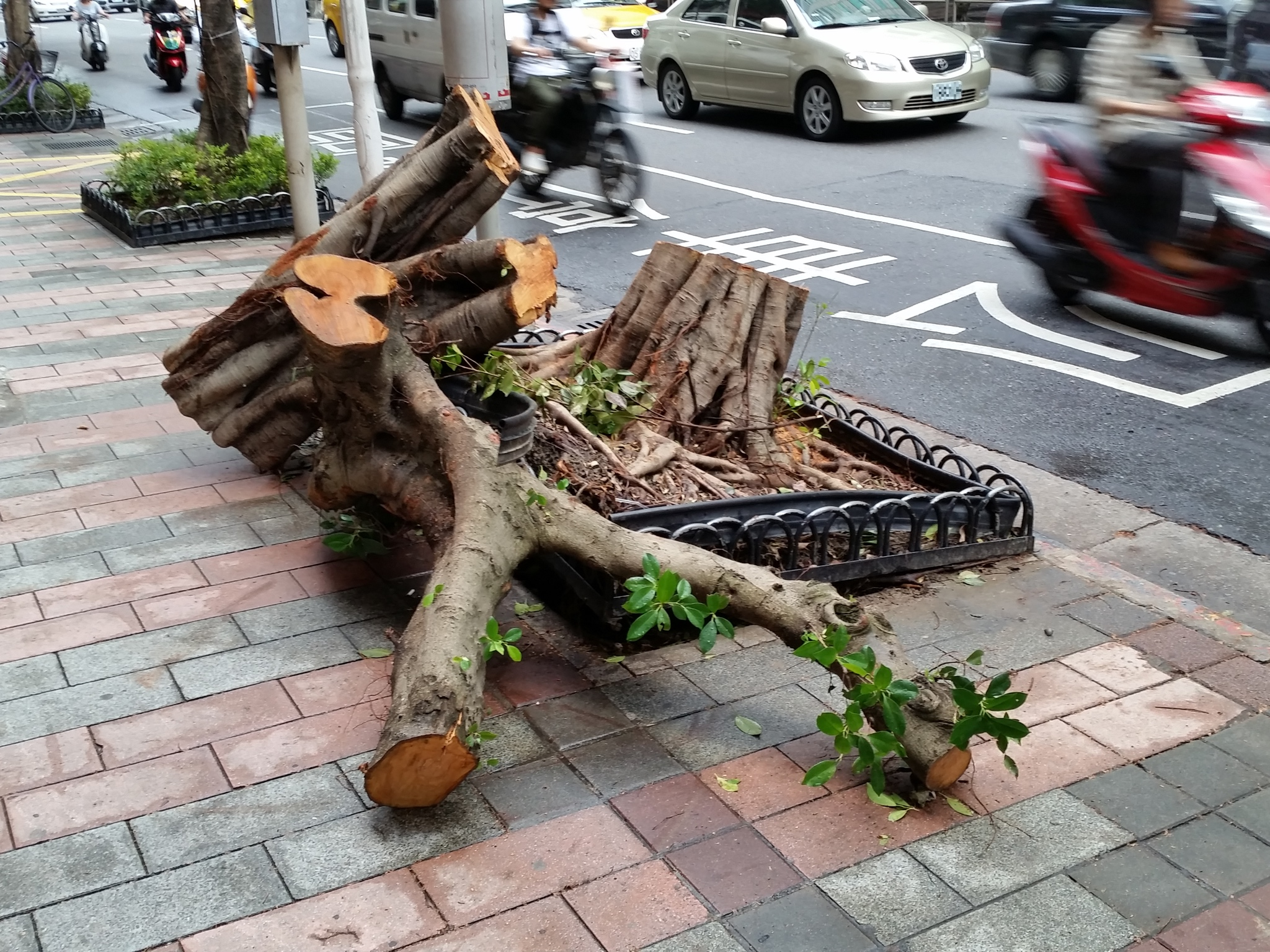
台風によって傾斜し、切り落とされた樹木 (台北市)

台風が上陸した宜蘭県では最大瞬間風速68.4m /sを記録。27日午前0時から29日午前7時までに、宜蘭県の太平山で914mmの大雨が降ったほか、北部の山間部でも期間降水量が約500～700mmに達し、各地で地滑りが発生。29日までに死者3人・負傷者346人が確認され、また12,000人以上が台風に備えて避難した。

### その他
台風が接近したフィリピンでは、25日夜に南サンボアンガ州で豪雨による鉄砲水が発生し、約13,000人が被災・13棟の家屋が損傷し、2名が行方不明となった。
台風から変わった熱帯低気圧は、その後温帯低気圧として日本海を北東に進み、爆弾低気圧として発達。中心気圧は一時946hPaまで低下し、北海道などに暴風をもたらした。